# Biografielijst Gd

## Gda
- Jacek Gdański (1970), Pools schaker